# Tivericoto
Tivericoto  (Tiverikoto), pleme američkih Indijanaca iz Venezuele i Brazila porodice Cariban, koji prema Girardu (1971) zajedno s Oyana, Upurui, Arakwayú ili Aracuaju i Yao jezično pripadaju karipskoj grupi Wayana ili Oyana. Migliazza (1985), a slijedi ga i Spike Gildea sa  'University of Oregon' , smatraju da s Yao Indijancima čine posebnu podskupinu Yao, koja čini dio Južne grane Sjevernih Kariba. Prema EB priapdaju grupi Cumanagoto. Nestali. 